# Twelve Pillars to Peace and Prosperity Party
Die Twelve Pillars to Peace and Prosperity Party (TP4, dt.: „Zwölf Säulen für Frieden und Wohlstand-Partei“) war eine politische Partei in den Salomonen. Sie wurde am 30. Mai 2010 von Delma Nori gegründet. Sie war die erste „Frauenpartei“ in der Geschichte des Landes.

## Geschichte
Ziel ist, „einen Kanal zu bieten um Frauen zu mobilisieren und Männer, die an einen demokratischen Prozess glauben, welcher Gender-freundlich ist“ („to provide a channel for mobilization of women and men who believe in a democratic process that is gender friendly“). Die Partei trat 2010 in den Wahlen mit dem Ziel, überhaupt Frauen in das Parlament zu bringen, in welchem in dieser Legislaturperiode keine Frauen vertreten waren. Die Partei ruft auch zu gleichmäßigerer Verteilung der Ressourcen des Landes auf.
Mitgliedschaft ist jedoch nicht auf Frauen beschränkt.